# Eleuterio Sánchez Rodríguez
Eleuterio Sánchez Rodríguez (* 15. April 1942 in Salamanca), genannt El Lute, ist ein ehemaliger spanischer Dieb und Ausbrecher sowie heutiger Rechtsanwalt und Autor.

## Leben
Der aus sehr armen Verhältnissen stammende El Lute gehört der spanischen Minderheit der Mercheros (traditionell als Quinqui bezeichnet) an. Im Jahr 1965 beging der 23-jährige El Lute mit Komplizen seinen ersten Diebstahl. Der Diebstahl bei einem Juwelier in Madrid schlug fehl, ein Wachmann wurde von einem Komplizen erschossen, im Verlauf der polizeilichen Verfolgung ein achtjähriges Mädchen tödlich verletzt, und die Diebe wurden von der Polizei festgenommen. Alle Diebe wurden wegen des beim Diebstahl begangenen Mordes zum Tode verurteilt. Das Todesurteil gegen El Lute, der auf seiner Unschuld beharrte, wurde von General Franco in eine lebenslange Haftstrafe geändert. Während des Transports ins Gefängnis gelang es El Lute vom fahrenden Zug abzuspringen. Er wurde jedoch wieder verhaftet und ins Gefängnis eingeliefert. Dort brachte er sich im Selbststudium das Lesen und Schreiben bei. Es wurde ihm erlaubt, in der Teppichweberei des Gefängnisses zu arbeiten. Dabei gelang es ihm, jeden Tag ein Stück Faden zu entwenden. Nach ein paar Jahren hatte er sich in der Zelle ein Seil gefertigt. Er floh 1971 wieder aus dem Gefängnis. Insgesamt beging El Lute über 110 Diebstähle in über 12 spanischen Provinzen.
El Lute war ein Gegner Francos und beteiligte sich an Protesten gegen den Diktator. Ein Nationalheld wurde er wegen der Unbeliebtheit der Polizei im Franco-Staat durch seine Ausbrüche, bei denen er fast immer die ganze spanische Polizei auf Trab hielt. Nach dem Tod Francos 1975 wurde El Lute im Juni 1981 endgültig begnadigt. Viele Soziologen, Journalisten und Verlage interessierten sich nun für El Lute und die Geschichte seines Lebens. In der Folge entstanden mehrere Biographien und Filme über ihn. El Lute selbst hat vier Bücher geschrieben, eines davon sind seine Memoiren; er arbeitet als Rechtsanwalt.
1999 erhielt El Lute das Angebot, einen Werbespot für 5 Millionen Peseten (ca. 30.000 Euro) zu drehen. Er lehnte das Angebot jedoch ab, da er im Werbespot mit dem Versuch scheitern sollte, einen Tresor zu knacken, und somit für die Qualität der Tresore werben.

## Filme
- Vicente Aranda: El Lute I – camina o revienta. 1987.
- Vicente Aranda: El Lute II – mañana seré libre. 1988.

## Lieder
Die Gruppe Boney M. veröffentlichte 1979 das englisch gesungene Lied El Lute, das die Geschichte des Spaniers erzählt. Es folgten diverse Coverversionen, darunter auch deutschsprachige etwa von Michael Holm, Roland Kaiser und Jonny Hill.

## Werke
- Camina o revienta. Memorias de "El Lute". Cuadernos para el Diálogo, 1977.
- Mañana seré libre. Bruguera, 1979.
- Una pluma entre rejas. Bruguera, 1981.
- Entre Sombras Y Silencios. Lectorum Pubns, 1983.